# کریستین استیل
کریستین استیل (انگلیسی: Christine Steel) بازیگر اهل ایالات متحده آمریکا است. وی بین سال‌های ۱۹۹۷ تا ۲۰۰۲ میلادی فعالیت می‌کرد.
از فیلم‌ها یا مجموعه‌های تلویزیونی که وی در آن‌ها نقش داشته‌است، می‌توان به تیم نایت رایدر اشاره نمود.